# Кравченко, Владимир Ильич
Влади́мир Ильи́ч Кра́вченко (1920—2011) — советский офицер-танкист в Великой Отечественной войне, Герой Советского Союза (1945). Полковник (1969).

## Биография
Родился 5 марта 1920 года в селе Новониколаевка (ныне — Кропивницкий район Кировоградской области Украины). После окончания средней и педагогической школ работал учителем в Херсонской области Украинской ССР.

### Великая Отечественная война
В июле 1941 года добровольно пошёл на службу в Рабоче-крестьянскую Красную армию и направлен на фронт Великой Отечественной войны. В первых же боях был ранен и контужен. Участвовал в обороне Одессы, битве за Кавказ, освобождении Краснодарского края. Некоторое время был комиссаром отдельной штрафной роты 18-й армии под Новороссийском.
В 1944 году Кравченко окончил Пушкинское танковое училище. К январю 1945 года гвардии лейтенант Владимир Кравченко командовал танковым взводом 47-й гвардейской танковой бригады 9-го гвардейского танкового корпуса 2-й гвардейской танковой армии 1-го Белорусского фронта. Отличился во время Висло-Одерской операции.
Взвод Кравченко успешно вёл боевые действия во время штурма Жирардува и Сохачева. 17 января 1945 года Кравченко во главе группы из трёх танков и самоходной артиллерийской установки штурмом взял вражеский аэродром, уничтожив все самолёты на нём, и успешно удержал его до подхода основных сил, отразив большое количество контратак противника. 22 января в бою за Бромберг группа Кравченко первой вышла к железнодорожной станции и захватила 4 эшелона с важными грузами. Попав в окружение и не сумев прорваться к своим, Кравченко организовал круговую оборону, продержавшись до подхода основных сил.
Указом Президиума Верховного Совета СССР от 27 февраля 1945 года за «мужество и героизм, проявленные в борьбе с немецкими захватчиками» гвардии лейтенант Владимир Кравченко был удостоен высокого звания Героя Советского Союза с вручением ордена Ленина и медали «Золотая Звезда» за номером 5764.

### После войны
После окончания войны Кравченко продолжил службу в Советской Армии. В 1954 году он окончил Военную академию имени Фрунзе. В 1970 году полковник Н. И. Кравченко уволен в запас.
Проживал в городе Дубна. С 1971 года работал начальником жилищно-коммунального управления в Объединённом институте ядерных исследований, преподавателем начальной военном подготовки в городской школе № 4, директором станции техобслуживания автомобилей, начальником Дома рыболовов. Один из организаторов военно-патриотического воспитания молодёжи. В 1993 году вышел на пенсию.
Умер 13 мая 2011 года. Похоронен на Большеволжском кладбище в Дубне.

## Награды
- Герой Советского Союза (27.02.1945)
- Орден Ленина (27.02.1945)
- Орден Красного Знамени (21.05.1945)
- Орден Отечественной войны 1-й степени (11.03.1985)
- Орден Красной Звезды (30.12.1956)
- Медаль «За боевые заслуги» (19.11.1951)
- Медаль «За оборону Кавказа»
- Медаль «За оборону Одессы»
- Медаль «За взятие Берлина»
- Медаль «За освобождение Варшавы»
- Другие медали[2]

## Память
- Почётный гражданин Дубны.
- Его именем названа средняя школа № 4 в городе Дубна (2014)[5].
- На здании школы установлена мемориальная доска.